# Padang Luas (Langgam)
Padang Luas is een bestuurslaag in het regentschap Pelalawan van de provincie Riau, Indonesië. Padang Luas telt 1551 inwoners (volkstelling 2010).